# Trebišov
Trebišov (în germană Trebischau, în maghiară Töketerebes) este un oraș din Slovacia cu 22.417 locuitori.

## Demografie
| An:                | 1994   | 2004   | 2014   | 2024   |
| ------------------ | ------ | ------ | ------ | ------ |
| Număr de persoane: | 21.824 | 22.934 | 24.500 | 22.780 |
| Diferență:         |        | +5,08% | +6,82% | −7,02% |

| An:                | 2023   | 2024   |
| ------------------ | ------ | ------ |
| Număr de persoane: | 22.812 | 22.780 |
| Diferență:         |        | −0,14% |

## Personalități născute aici
- Marek Čech, fotbalist.